# Simpsons (magasin)
Pour les articles homonymes, voir Simpson.
Simpsons était une chaîne de grands magasins canadiens. Elle fut fondée par Robert Simpson sous le nom de The Robert Simpson Company en 1872 et prit le nom de Simpson's par la suite jusqu'aux années 1960. À la mort du fondateur en 1897, le commerce fut vendu à un ensemble d'investisseurs car il n'avait pas d'héritier mâle. La chaîne fut vendue en 1978 à la Compagnie de la Baie d'Hudson et finalement intégrée dans sa propre chaîne La Baie entre 1986 et 1991.

## Histoire

### Fondation

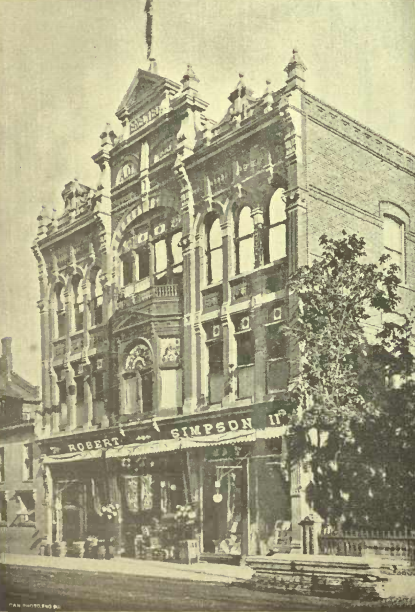
Magasin de 1891.

Robert Simpson, Écossais d’origine, arriva au Canada en 1854 à l'âge de 21 ans. Il travailla d'abord comme commis dans le magasin général de la D. Sutherland and Sons à Newmarket (Ontario), près de Toronto. En octobre 1858, Simpson et un autre commis, William Trent fils d’un fermier assez aisé de l’endroit, ouvrent leur propre magasin  dans cette ville. On y vend des produits d’épicerie, des bottes, de la quincaillerie, des souliers et des articles de mercerie. En mars 1861, l’association est liquidée et il change de partenaire de partenaire deux mois plus tard. Le magasin devient un magasin de gros. Le 29 octobre 1870, un incendie ravage le magasin, et malgré un essai à le repartir pour Noël, on doit déclarer faillite au début de 1871.
Robert Simpson doit repartir à zéro et le fait à Toronto en 1872 avec le R. Simpson, Dry Goods sur la rue principale de la ville, la rue Yonge. Afin de se démarquer de la forte concurrence (dont la T. Eaton Company qui deviendra Eaton), il commence à distribuer des prospectus en couleur aux résidents de la ville. Comme la ville est en croissance, le magasin de Simpson prospère, déménage plus haut dans la rue et est agrandi plusieurs fois. En 1890, on y compte pas moins de 200 employés. Le 4 décembre 1894, le magasin déménage dans un tout nouvel édifice en briques de six étages à l’angle de Queen et de Yonge mais il brûlera en 1895 pour être rebâti.

### Progression

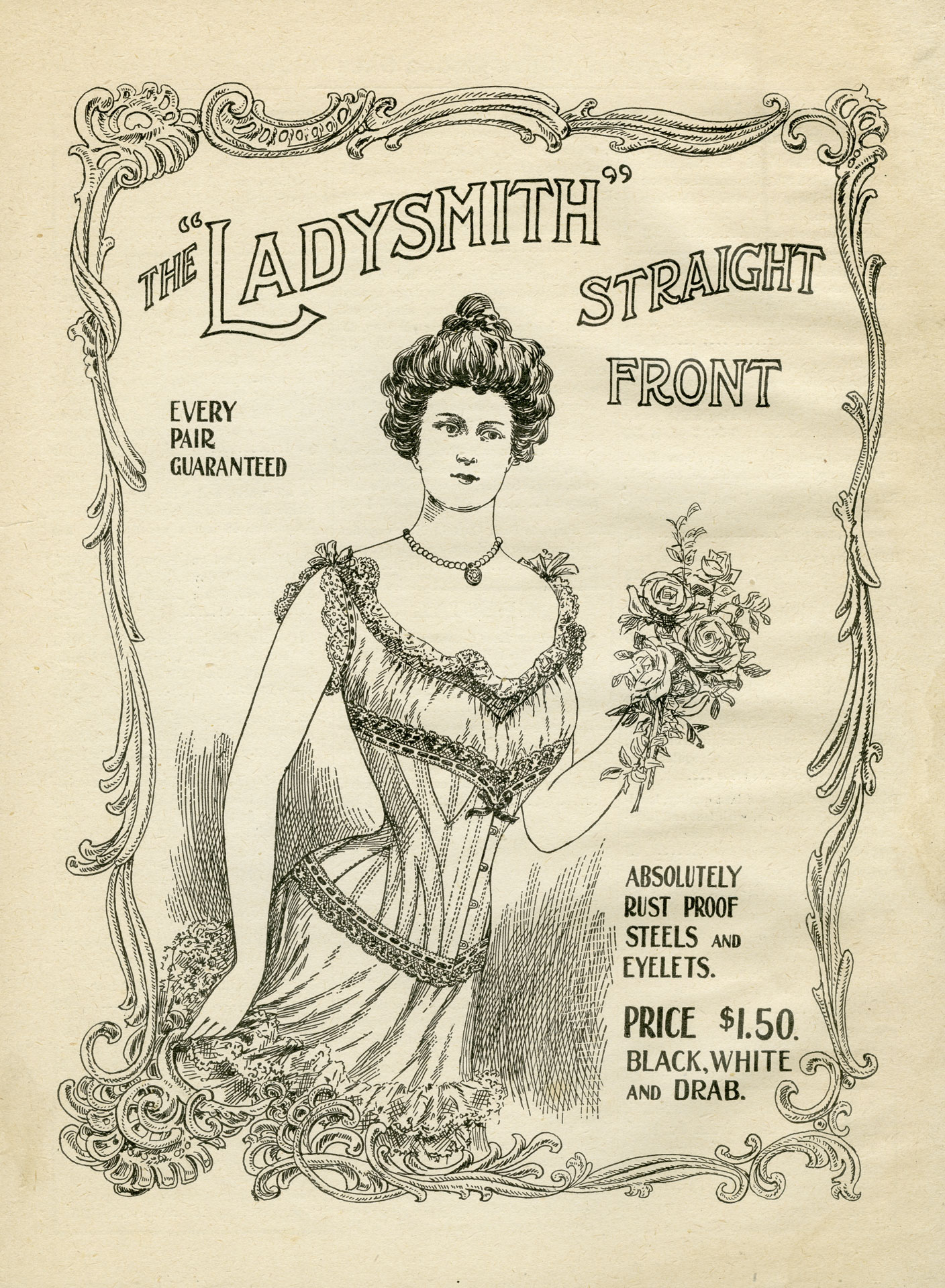
Page du catalogue Simpson's de 1901.

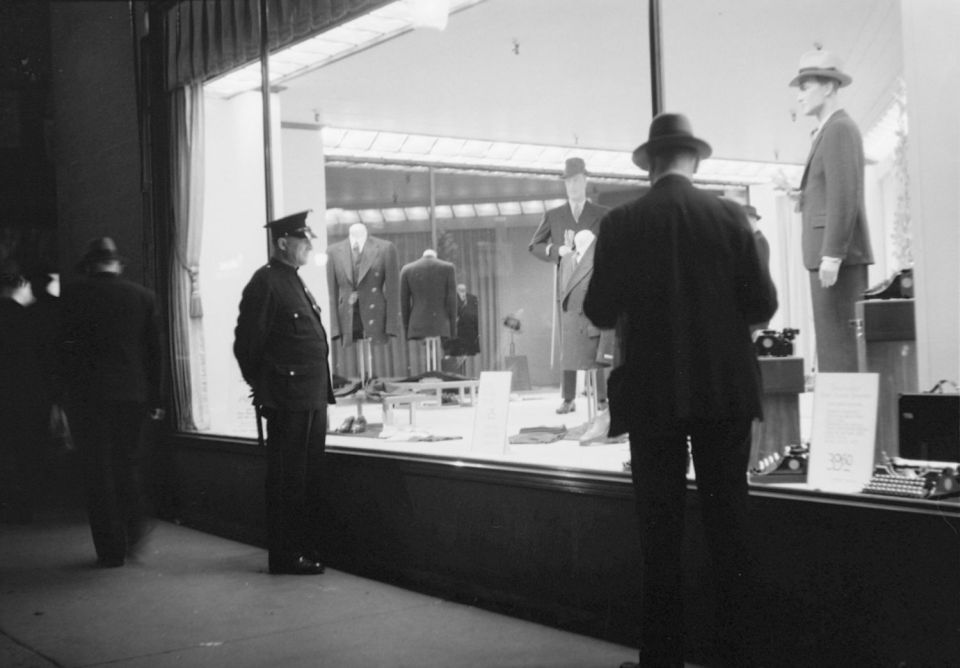
Vitrine de vêtements pour hommes du grand magasin Simpson de la rue Sainte-Catherine à Montréal, 1936

Robert Simpson ne vivra pas assez vieux pour voir son entreprise prospérer très longtemps et décède en 1897. N'ayant pas d'héritier mâle, la succession est approchée par une société américaine pour le rachat du commerce mais un petit groupe d’investisseurs dirigé par Harris Henry Fudger, Joseph Wesley Flavelle et Alfred Ernest Ames achète les stocks et les biens meubles de la société pour 135 000 $Can afin de la garder canadienne. Les trois hommes et membres en vue de la société torontoise reprennent en main l'entreprise et agrandissent bientôt le magasin plusieurs fois pour accueillir les clients toujours plus nombreux.
En 1905, Simpson's acquiert John Murphy Co. de Montréal et lance un service de ventes par correspondance. En 1916, le service de vente par correspondance de Simpson's ouvre un grand entrepôt à Régina, et trois ans plus tard, il étend ses activités à Halifax. La popularité du système de vente par correspondance mène à l'ouverture de comptoirs de vente à Halifax et Régina Canada en 1924, dans ses entrepôts.
Durant la Grande Dépression de 1929, Simpson's innove en matière de promotion pour rester en affaires : des célébrités arpentent constamment les allées du magasin pour tenir des causeries ou dédicacer des livres, des défilés de mode ont lieu presque tous les jours et une immense animalerie est ouverte. Après la crise, les affaires reprennent mais lors de la Seconde Guerre mondiale, 1 703 employés de Simpson sont appelés sous les drapeaux ce qui rend le travail difficile. Quatre-vingt-cinq de ceux-ci périssent et seulement 583 retournent chez Simpson's après la guerre.

### Alliance avec Sears
Peu avant la fin de la guerre, Simpson fait l’acquisition de Smallman and Ingram, de London (Ontario) et en 1946, de R.H. Department Store, le plus grand magasin de Regina. Le service de vente par correspondance de Simpson prend de l’ampleur et Simpson's commence à négocier avec Sears une éventuelle association. En 1952, les deux concluent une entente qui verra le service de vente par correspondance de Simpson's passer à Sears alors que les deux sociétés s'associent pour exploiter une chaîne de magasins de vente au détail sous la bannière Simpsons-Sears à l’extérieur des cinq grandes villes canadiennes où Simpson possède ses propres magasins : Halifax, Montréal, Toronto, London et Regina.
Au cours des années 1950 et 1960, la banlieue se développe et les magasins s'y déplacent. Simpson's ouvre des magasins à Scarborough et North York en Ontario, à Pointe-Claire au Québec, ainsi qu'ailleurs en banlieue des deux plus grandes villes canadiennes. De nouveaux magasins Simpsons-Sears sont ouverts dans les villes de moyenne importance, ou leurs banlieues, à travers le Canada et des points de vente au détail sont créés dans les petites villes. Au cours de cette même période, Simpson se lance dans l'immobilier et construit entre autres le Simpson Tower, inaugurée en 1969, où loge le siège social de l’entreprise. Cet édifice abrite aujourd’hui le siège social de la Compagnie de la Baie d’Hudson.
Durant les années 1970, le sentiment nationaliste au Québec mène à l'élection du Parti québécois. Celui-ci passe la Charte de la langue française qui impose l'usage de l'affichage commercial en français dans la province. Les compagnies doivent franciser leur nom et Simpson's devient Simpsons, perdant l'apostrophe anglaise. Durant les années 1980 le "s" final disparaîtra finalement.

### Vente à HBC

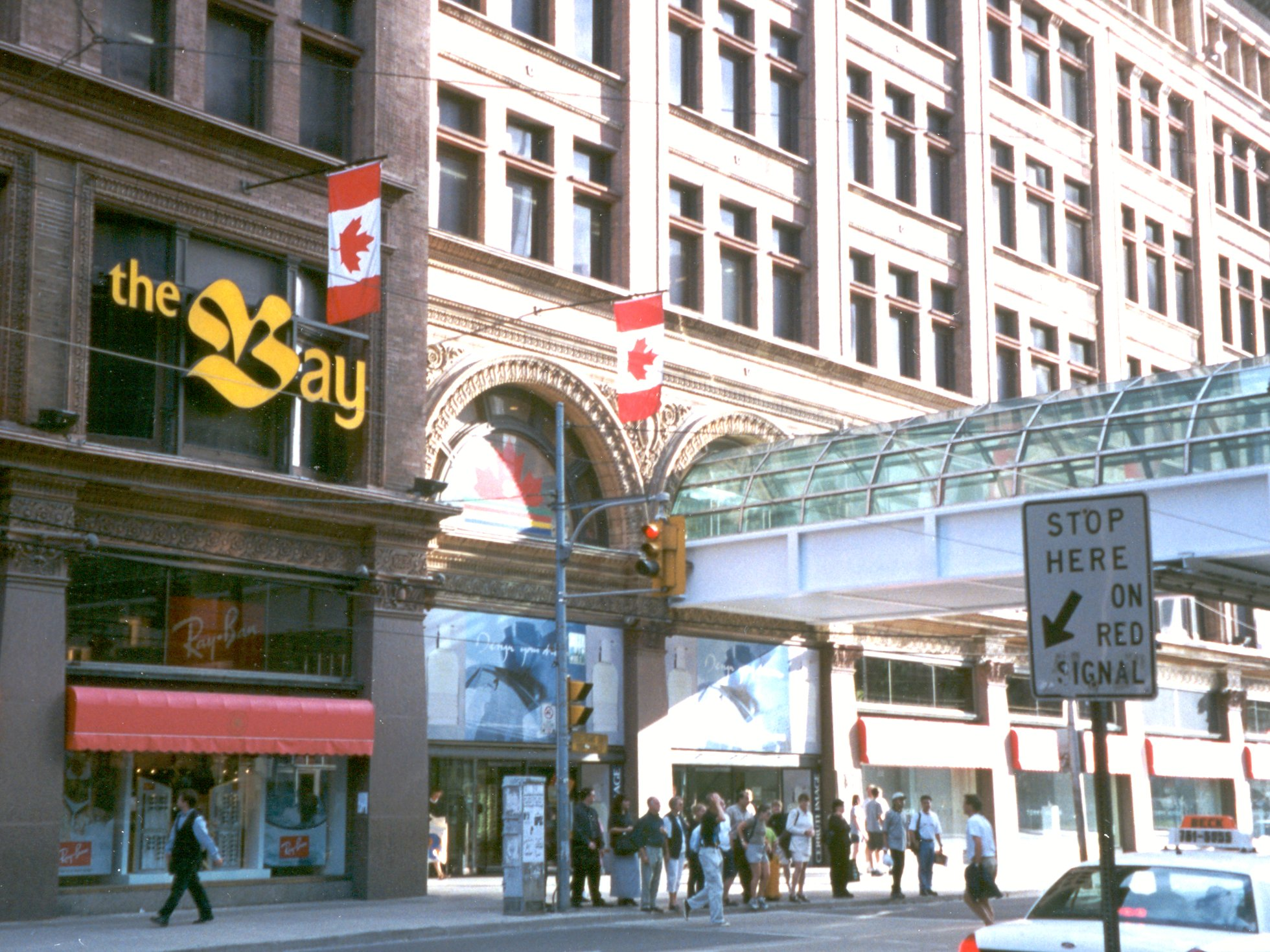
Magasin Simpson du centre-ville de Toronto, qui est maintenant un magasin La Baie

En 1978, Simpsons et Zellers passent aux mains de la Compagnie de la Baie d’Hudson (HBC), qui hérite ainsi d'une plus grande présence sur le marché. Simpsons lui apporte une expérience en matière de magasins de prestige. HBC combine les activités administratives aux siennes, mais la chaîne demeure à peu près indépendante au cours des premières années. Seuls quelques comptoirs Simpsons deviennent des magasins La Baie et une installation de La Baie devient un magasin Simpson.
HBC tenta de donner aux magasins Simpson une vocation de haut de gamme mais n'y parvint pas. À la fin des années 1980, les magasins Simpsons à l’extérieur de Toronto deviennent des magasins La Baie,. En 1991, le quartier général et dernier magasin Simpsons est finalement convertit en magasin-phare de la chaîne HBC, marquant la fin de ce nom naguère prestigieux,.

## Emplacements
Les magasins Simpsons à travers le Canada, maintenant généralement sous la bannière La Baie, se retrouvent à :
- Toronto (Ontario) et banlieues : 14 magasins dont celui du centre-ville à Queen et Yonge ;
- Anjou (Québec): aux Galeries d'Anjou;
- Halifax (Nouvelle-Écosse) : au Mail Mic mac et au Mail West End ;
- Kingston (Ontario) : au centre Carataqui ;
- Kitchener (Ontario) : au Mail Fairview Park ;
- Laval (Québec) : au Carrefour Laval ;
- London (Ontario) : au Mail White Oaks, Dundas et Richmond (maintenant un Market Tower) ;
- Montréal (Québec) : sur la rue Sainte-Catherine (édifice converti 10 ans après la fermeture du Simpsons en Carrefour Industrielle Alliance qui comprend Simons et le Cinéma Banque Scotia);
- Ottawa (Ontario) : sur la rue Sparks (ouvert par Murphy-Gamble en 1909, converti en Simpsons en 1972 et fermé en 1983) ;
- Pointe-Claire (Québec): à Fairview Pointe-Claire ;
- Regina (Saskatchewan) : ouvert par R.H. Williams mais fermé en 1981 ;
- Saint-Bruno-de-Montarville (Québec) :  Les Promenades Saint-Bruno ;
- Sydney (Nouvelle-Écosse) :  au Mail Mayflower;
- Windsor (Ontario) : au Mail Devonshire;

Le centre de distribution de Simpsons à Toronto (Allen Road et Lawrence Avenue) est maintenant un centre d'achat.

## Source
- (fr) « Les grands magasins : Simpson », Compagnie de la Baie d'Hudson (consulté le 22 octobre 2013)

1. 1 2  (fr) Université de Toronto/Université Laval, « Robert Simpson », Dictionnaire biographique du Canada en ligne, Bibliothèque et Archives Canada, 2000 (consulté le 28 mai 2008)
2. ↑  « Publicité Simpsons (anglais) », The Leader-Post, Regina, Saskatchewan,‎ 12 février 1972, p. 18 (lire en ligne)
3. ↑  « Publicité Simpson », La Presse, Montreal,‎ 14 avril 1989, B16 (lire en ligne, consulté le 10 juin 2020)
4. ↑  « Au fil du temps », sur www.patrimoinehbc.ca, Compagnie de la Baie d'Hudson, 2021 (consulté le 24 juillet 2021).
5. ↑  « Simpsons congédie 1600 employés. », La Presse, Montreal,‎ 12 juillet 1984, p. C1 (lire en ligne, consulté le 21 janvier 2019)
6. ↑  « Simpsons disparaît du paysage canadien. », La Presse, Montreal,‎ 6 juin 1991, p. D3 (lire en ligne, consulté le 17 mai 2018)
7. ↑  « Simpsons centre-ville ferme ses portes. La Baie d'Hudson fusionne ses magasins Simpsons et La Baie de Montréal », La Presse, Montreal,‎ 18 janvier 1989, A1 (lire en ligne, consulté le 1er novembre 2017)
8. 1 2  Radio-Canada, « Il y a 30 ans, les employés des magasins Simpson se drapaient de noir », sur Radio-Canada, 16 janvier 2019 (consulté le 13 août 2025)
9. ↑  « Robert Simpson Company », sur www.patrimoinehbc.ca, Compagnie de la Baie d'Hudson, 2021 (consulté le 24 juillet 2021).